# اتلو مارتلی
اُتلو مارتلی (ایتالیایی: Otello Martelli؛ ۱۹ مهٔ ۱۹۰۲ – ۲۰ فوریهٔ ۲۰۰۰) فیلم‌بردار اهل ایتالیا بود.
وی در رم به دنیا آمد و کارش را از سال ۱۹۲۰ میلادی آغاز کرد. مارتلی با روبرتو روسلینی، آلبرتو لاتوادا، فدریکو فلینی، آلساندرو بلازتی، جوزپه د سانتیس، ویتوریو دسیکا و پیر پائولو پازولینی همکاری داشته‌است. همکاری او به ویژه با فدریکو فلینی از سال ۱۹۵۰ میلادی با فیلم روشنایی‌های واریته آغاز و تا سال ۱۹۶۱ میلادی با قسمت وسوسه دکتر آنتونیو در بوکاچو ۷۰ ادامه یافت.
از آثار برجسته و به‌یادماندنی وی فیلم‌های زندگی شیرین و طلای ناپل است.

## گزیدهٔ فیلم‌شناسی
- آن بالابالاها (۱۹۴۳)
- پاییزا (۱۹۴۶)
- شکار غم‌انگیز (۱۹۴۷)
- برنج تلخ (۱۹۴۹)
- روشنایی‌های واریته (۱۹۵۰)
- استرومبولی (۱۹۵۰)
- گل‌های سنت فرانسیس (۱۹۵۰)
- آنا (۱۹۵۱)
- رم ساعت ۱۱:۰۰ (۱۹۵۲)
- ولگردها (۱۹۵۳)
- طلای ناپل (۱۹۵۴)
- جاده (۱۹۵۴)
- زندگی شیرین (۱۹۶۰)
- مرگ در لاردو پرسه می‌زند (۱۹۶۷)